# Colin Archer Memorial Race
Colin Archer Memorial Race (произносится Колин Арчер Мемориал Рейс) — международная регата, посвящённая памяти Колина Арчера. 
Проводится раз в два года, маршрут гонки проходит по Северному морю от нидерландского Лауверсога до норвежского Ларвика (фактически Ставерна). Протяжённость рейса по генеральному курсу составляет около 365 морских миль. Прохождение дистанции в зависимости от погодных условий в среднем занимает от 3 до 5 суток.
Первая регата состоялась в 1982 году. С тех пор, в июле каждого чётного года яхты стартуют из Голландии в Норвегию. В 2008 году состоится 14-я по счёту регата. В регатах принимали участие экипажи и яхты из Голландии, Норвегии, Дании, Германии, Бельгии, России и других стран.
Каждый раз в регате принимают участие от 100 до 120 яхт. Большее количество лодок искусственно ограничивается организаторами соревнований. Все яхты разбиваются на несколько стартовых групп, в соответствии с длинами лодок, и в соответствии с баллами по мерительным системам IMS и ORC. В отдельную группу выделяются многокорпусные парусные суда. Минимальная длина яхты должна быть больше 7.5 метров, осадка более одного метра. Снабжение яхт должно соответствовать второй категории плавания.